# المصرف التجاري الوطني
المصرف التجاري الوطني هو أحد أكبر المصارف التجارية في ليبيا، وتقع إدارته العامة في مدينة البيضاء، تأسس المصرف عام 1970 كشركة ليبية مساهمة، وبلغ رأسماله عند تأسيسه 500 مليون دينار ليبي. وأدرج في سوق الأوراق المالية الليبي في 22 سبتمبر 2008.[بحاجة لمصدر]

## ملكية المصرف ونشاطه
يملك مصرف ليبيا المركزي 74.21%، أما باقي المساهمات فتمثل 25.79%.
بلغ عدد فروعه أكثر من 69 فرعًا، أما أصوله فقد وصلت إلى أكثر 22.5 مليار دينار ليبي عام 2017، وبلغ صافي الربح لذات العام حوالي 100 مليون دينار ليبي بزيادة 19% عن عام 2016.

## مجلس الإدارة
يتكون مجلس الإدارة من سبعة أعضاء وهم:
1. أ. عبد الوهاب أحمد المختار - رئيساً لمجلس الإدارة.
2. الدكتور إدريس عبد السلام اشتيوي – نائباً لرئيس مجلس الإدارة.
3. الدكتور المهدي محمد صالح إبراهيم – عضواً.
4. الدكتور مفتاح عبد السلام المهدوي – عضواً.
5. الدكتور أحمد فضيل سعد محمد – عضواً.
6. كامل ابريك مؤمن الحاسي – عضواً.
7. ناجي محمد عيسى بلقاسم – عضواً.

## الجوائز
تحصل المصرف على ثلاث جوائز وهي :
1. جائزة أفضل بنك في ليبيا لعام 2010 من مجلة ذا بانكر العالمية[4]
2. منحت شركة مسارات لتقنية المعلومات والاتصالات درع التميز لإدارة مبيعات الأفراد والشركات بالمصرف.[5]
3. تكريم المصرف التجاري الوطني في منتدى المشروعات الصغيرة والمتوسطة من قبل اتحاد المصارف العربية في أكتوبر من عام 2013.[6]
4. جائزة التميز المصرفي للعام 2017 [7]

## روابط خارجية
- الموقع الرسمي
- صفحة المصرف في موقع سوق الأوراق المالية الليبي